# ASメルフィ
ASメルフィ（イタリア語: Associazione Sportiva Melfi）は、イタリアのメルフィをホームタウンとするサッカークラブ。2023-24シーズンはプロモツィオーネ（6部相当）に所属。クラブ出身の有名選手には1970年にカリアリでセリエA優勝を果たしたマリオ・マルティラドンナがいる。

## 歴史
1929年8月1日、USメルフィ（イタリア語: Unione Sportiva Melfi）として創設された。1954年、IVセリエ（4部）に初昇格した。1992年、コッパ・イタリア・レジョナーレで初優勝した。2003年、アンドレア・キャッピーニ監督の下でセリエD・ジローネH（5部）で優勝し、セリエC2（4部）に昇格した。セリエC2/レガ・プロ・セコンダで11シーズンを過ごした後、2014年にレオナルド・ビテット監督の下でレガ・プロ（3部）に初昇格した。

## 歴代所属選手
- マリオ・マルティラドンナ 1955-1959
- ジェンナーロ・デルヴェッキオ 1995-1998
- ニコラ・ベルモンテ 2004-2005